# 4356
4356（四千三百五十六、よんせんさんびゃくごじゅうろく）は、自然数また整数において、4355の次で4357の前の数である。

## 性質
- 4356は合成数であり、約数は1, 2, 3, 4, 6, 9, 11, 12, 18, 22, 33, 36, 44, 66, 99, 121, 132, 198, 242, 363, 396, 484, 726, 1089, 1452, 2178, 4356である。 
  - 約数の和は12103。
- 66番目の平方数である。1つ前は4225、次は4489。
  - n = 2 のときの 66n とみたとき1つ前は66、次は287496。
  - 4356 = (3 × 22)2
    - n = 22 のときの (3n)2 の値とみたとき1つ前は3969、次は4761。(オンライン整数列大辞典の数列 A016766)

  - 4356 = (6 × 11)2
    - n = 11 のときの (6n)2 の値とみたとき1つ前は3600、次は5184。(オンライン整数列大辞典の数列 A016910)

  - 平方数がハーシャッド数になる26番目の数である。1つ前は4225、次は4624。
- 4356 = 13 + 23 + 33 + 43 + 53 + 63 + 73 + 83 + 93 + 103 + 113
  - 1から11までの立方数の和である。1つ前は3025、次は6084。
- 808番目のハーシャッド数である。1つ前は4342、次は4368。
- 約数の和が4356になる数は4個ある。(1782, 2410, 2902, 4097) 約数の和4個で表せる57番目の数である。1つ前は4140、次は4424。
- 各位の和が18になる282番目の数である。1つ前は4347、次は4365。